# Rio Pomba
Rio Pomba là một đô thị thuộc bang Minas Gerais, Brasil. Đô thị này có diện tích 251,76 km², dân số năm 2007 là 16715 người, mật độ 69,3 người/km².